# پاولینوو (استان ماسوویان)
پاولینوو (به لهستانی:  Paulinów) یک روستا در لهستان است که در گمینا ستردنگ واقع شده‌است.